# クイーン・オブ・マイ・ハート
「クイーン・オブ・マイ・ハート」("Queen Of My Heart")はアイルランド出身の男性ボーカルグループ、WESTLIFE（ウエストライフ）の11枚目のシングル曲。
日本盤では制作されなかったシングル曲「ホエン・ユア・ルッキング・ライク・ザット」が当シングルB面にて、初シングル化となった。
アルバム収録では、彼らの3作目のアルバム『ワールド・オブ・アワ・オウン』、ベストアルバム『ザ・グレイテスト・ヒッツ～アンブレイカブル～(Asian Edition)』に収録されている.

## トラックリスト
UK CD1
1. "Queen Of My Heart" (Radio Edit) - 4:20
2. "When You're Looking Like That" (Single Remix) - 3:53
3. "Reason For Living" - 4:03
4. "When You're Looking Like That" (Video) - 3:53

UK CD2
1. "Queen Of My Heart" (Radio Edit) - 4:20
2. "When You're Looking Like That" (Single Remix) - 3:53
3. "Interview" (Video) - 5:16
4. "Queen Of My Heart" (Video) - 4:26

## ミュージック・ビデオ
この曲のビデオではメンバー5人がある城で歌う。メンバーのニッキー・バーンが自ら髪の毛をそり、デヴィッド・ベッカムのような髪形になる。最後の法ではファンと共に一緒に歌って踊り、最後に雷が鳴って終わると言うもの。

## 各国のチャートランキング
| チャート                                                   | 最高位 |
| ---------------------------------------------------------- | ------ |
| オーストラリアレコード協会・オーストラリア ヒット チャート | 33     |
| ベルギー ヒット チャート                                   | 14     |
| ブラジル ヒット チャート                                   | 31     |
| チリ ヒット チャート                                       | 27     |
| アイルランド ヒット チャート                               | 1      |
| イタリア ヒット チャート                                   | 28     |
| 日本 ヒット チャート                                       | 58     |
| オランダ ヒット チャート                                   | 1      |
| ニュージーランドレコード 協会・ヒット チャート             | 4      |
| スウェーデン ヒット チャート                               | 3      |
| スイス ヒット チャート                                     | 37     |
| UKヒット チャート                                          | 1      |